# Kabiren

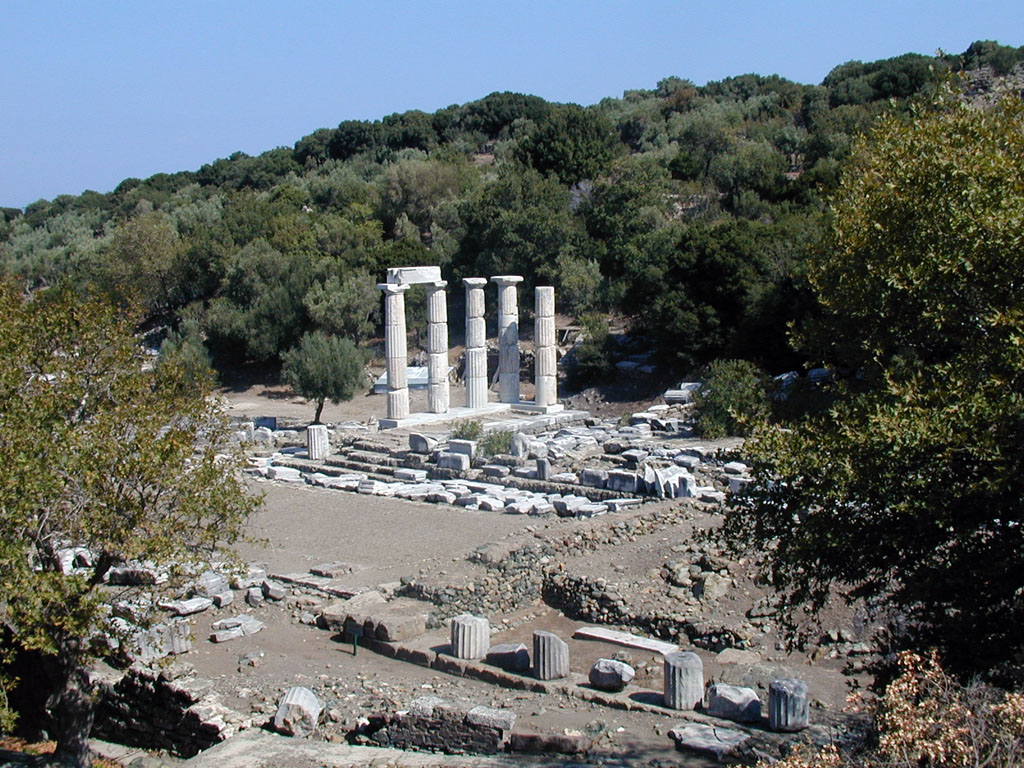
Das Kabeirion auf Samothrake

Die Kabiren (altgriechisch Κάβειροι Kábeiroi, lateinisch Cabīrī) waren eine im antiken Griechenland verehrte, nicht genau bestimmte Göttergruppe, die besonders auf den nordägäischen Inseln Samothrake, Imbros und Lemnos verehrt wurden, wo sie „Große Götter“ (Μεγάλοι Θεοί Megáloi Theoí) genannt wurden. Weitere Kulte sind unter anderem für Makedonien, Boiotien, Pergamon und Milet belegt. Am bekanntesten in der Antike, und archäologisch auch am besten erforscht, war der Mysterienkult von Samothrake.
Die Kulte an diesen Orten unterscheiden sich zum Teil recht stark. Dabei können die Kabiren, die meist zu zweit oder zu dritt auftreten, mit Fruchtbarkeit, Seefahrt oder dem Schmiedehandwerk verbunden werden. Zudem wurden sie öfters anderen männlichen Götterkollektiven angeglichen, wie den Dioskuren, Kureten, Korybanten oder Telchinen. Daneben sind auch noch Kabirische Nymphen bezeugt.

## Namen und Herkunft
Über die Herkunft des Kabirenkultes gibt es verschiedene Theorien, am verbreitetsten ist die semitische These, über deren Wahrscheinlichkeit es verschiedene Auffassungen gibt. Alternativ wird ein einheimisches vorgriechisches Substrat angenommen. Auch Herkunft aus Anatolien wird erwogen.
Die semitische These fand früher aufgrund von etymologischen Überlegungen weite Anerkennung. Da die Kabiren auch „Große Götter“ genannt werden, wurde der Name vom semitischen Adjektiv kabīr „groß“ abgleitet. Dazu schien auch zu passen, dass die Bezeichnung des Kabirenpriester (κοίης koíēs oder κόης kóēs) scheinbar zu hebräisch כֹּהֵן kōhēn, deutsch ‚Priester‘ gehört. Da auf Samothrake der Kabirenkult zudem mit Kadmos in Verbindung stand, der in der griechischen Mythologie als Bruder von Phoinix betrachtet wurde, wurde dieser Name zur semitischen Wurzel qdm „Osten“ gestellt. Als Vermittler oder Geber wurden die Phönizier vorgeschlagen, die auch in der Ägäis zeitweise Kolonien hatten. Andererseits wurde der Name Kadmilos, der auch als Kasmīlos überliefert ist, einer der Kabiren und Sohn des Hephaistos, mit dem hethitischen Götterschmied Ḫašammīl gleichgesetzt. Die Kabiren wurden dann sprachlich mit den hethitischen und luwischen ḫābiri- verglichen, die eine nicht genau bestimmbar Volksgruppe bezeichnet, vielleicht Beduinen, wobei die ḫābiri-Gottheiten in mehreren hethitischen Verträgen unter den Schwurgöttern aufgelistet werden. Die Funktion dieser Gottheiten aber ist unklar. Während eine anatolische Herkunft schon allein aus geographischen Gründen denkbar ist, so deutet nichts (außer einer gemutmaßten Etymologie) auf eine semitische Herkunft hin.
Robert Beekes nimmt dagegen eine vorgriechische Herkunft an. Den Namen der Kabiren leitet er aus vorgriechisch *kabary- ab, das lautgesetzlich mit i-Umlaut über *Kabery- zu Kabeir- wurde, mit diphthongischem ei, weshalb die semitische Herkunft nicht in Frage komme. Den Namen von Kadmilos/Kasmilos/Kamillos betrachtet er als nichtindogermanisch-anatolisch und setzt eine Vorform *Ḫatsmy- an. Daraus habe sich auch der hattische Name des Götterschmiedes Ḫašmaiu- ergeben, der von den Hethitern als Ḫašammili übernommen wurde. Diese Etymologie wird dadurch unterstützt, dass sich in den altassyrischen Urkunden aus Kültepe die anatolischen Männernamen Ḫazamil und Ḫazimil finden, welche die Affrikate ts zeigen. Für die Priesterbezeichnung koies, koes erwägt Beekes ebenfalls vorgriechische Herkunft. Das Wort könnte aber auch indogermanisch sein und gehört dann zu lydisch kaweś (gräzisiert: καύης) „Priester, Priesterin“ und altindisch kaví- „Seher, Dichter, Weiser“, alle aus indogermanisch *kouh1ēi-, welches zur Wurzel *skeuh1- „wahrnehmen, bemerken“ (davon deutsch schauen) gehört.

## Kulte

### Lemnos

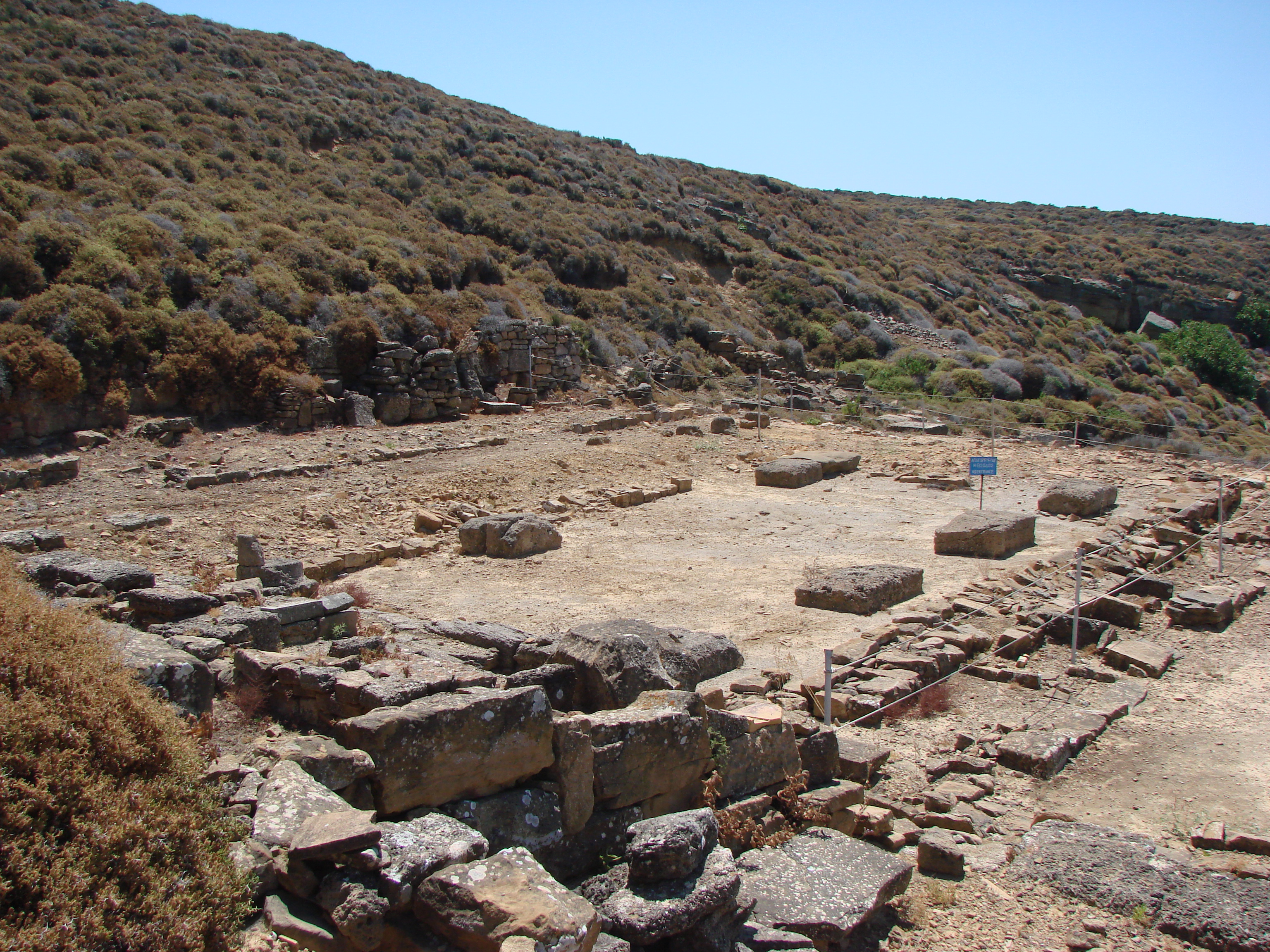
Das lemnische Kabeirion

Der lemnische Kult der Kabiren wurde vom griechischen Tragödiendichter Aischylos (525–456 v. Chr.) in seinem Werk Kabeiroi verarbeitet, das nur bruchstückhaft erhalten ist. Danach waren die Kabiren freundliche Wesen, die eine reiche Weinlese versprechen; auch haben sie die Argonauten mit Wein bewirtet, bis diese trunken waren. Nach anderen antiken Autoren wurden auf Lemnos drei Kabiren und drei Kabirische Nymphen (τρεῖς Καβειρίδες νύμφαι treís Kabeirídes nýmphai) verehrt, die die Kinder oder Enkel von Hephaistos und Kabeiro, einer Tochter des Meergreises Proteus, waren. Kamillos war entweder ihr Vater oder ihr Bruder. Dieser wurde mit Hermes gleichgesetzt. Es wurde auch gesagt, dass die Etrusker, welche ja archäologisch bezeugt zeitweise auf Lemnos gewohnt haben, den Mercurius Camillus genannt haben. Auf Lemnos wurde das Fest für die Kabiren nachts gefeiert, in einem dem Hephaistos-Tempel benachbarten Hain. Dabei wurden sämtliche Feuer auf der Insel für neun Nächte gelöscht. Ein Schiff brachte aus Delos neues Feuer und wartete vor der Küste die Frist ab. Danach wurden mit diesem delischen Feuer die lemnischen Herde wieder angefacht. Das lemnische Kabeirion wurde bei Chloë gefunden und ist mittlerweile archäologisch gut erforscht. Die ältesten Funde können ins 7. Jahrhundert v. Chr. datiert werden, womit es das älteste nachweisbare Kabeirion ist.

### Imbros
Nach Ausweis antiker Autoren war die Insel Imbros den Kabiren und dem Hermes besonders heilig. Mehrere imbrische Inschriften nennen die „Großen Götter“, einmal zusammen mit „König“ Kasmīlos (Κασμεῖλος ἄναξ Kasmeílos ánax) und den Titanen. Genauere Angaben über ihren Kult auf Imbros sind jedoch nicht bekannt. Inschriften nennen Priester der Großen Götter und Listen mit Mysten zeigen, dass es sich um einen Mysterienkult handelte, an dem nur Eingeweihte teilnehmen durften. Einige imbrische Münzen zeigen auf der Vorderseite das Porträt des römischen Kaisers Augustus und auf der Rückseite zwei Filzmützen (piloi) mit einem Stern darüber, gewöhnlicherweise ein Symbol der beiden Dioskuren, wobei hier die Kabiren gemeint sind. Zwischen den Mützen ist ein Hermesstab abgebildet. Daraus kann erschlossen werden, dass auf Imbros zwei Kabiren verehrt wurden, die mit Hermes verbunden waren. Eine bruchstückhafte Inschrift mit Opfergaben an eine Göttin, deren Name nicht genannt wird, scheint ebenfalls mit dem Kult der Großen Göttern und Hermes in Verbindung gestanden haben. Spärliche Ruinen des imbrischen Kabeirions wurden in einem abgelegenen Bergbachtal bei Roxado gefunden, westlich des Flughafens, aber kaum erforscht. Eine dort gefundene römerzeitliche Inschrift erwähnt die Restaurierung der Stoa der Großen Götter.

### Samothrake

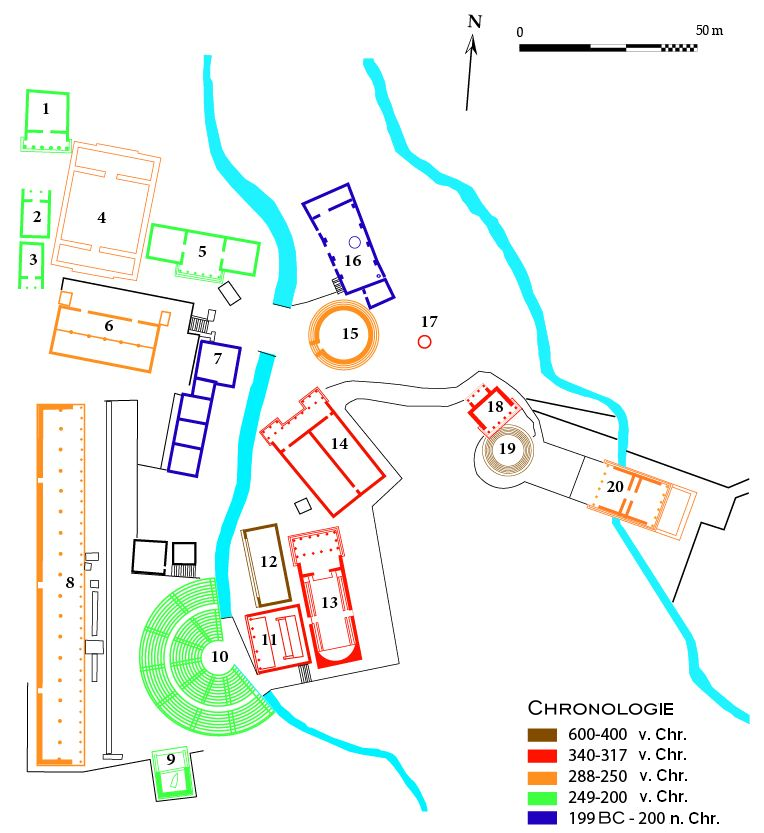
Plan des samothrakischen Kabeirion

Der samothrakische Kult der Großen Götter erlangte in der Antike hohes Ansehen. Wie auf Lemnos und Imbros wurden sie hier nur „Große Götter“ genannt. Ihre Namen lauteten laut dem antiken Schriftsteller Mnaseas: Axieros, Axiokersa, Axiokersos und Kasmilos. Sie wurden in einem Scholion mit Demeter, Persephone, Hades und Hermes gleichgesetzt. Ihr Fest wurde im Hochsommer, etwa Ende Juli, Anfang August, gefeiert. Einweihungen in den Mysterienkult fanden über das ganze Jahr statt. Die Mysten trugen einen eisernen Ring und ein purpurnes Band, welches Schutz auf dem Meere bot. An den Feiern wurden Reigentänze aufgeführt.
Das Kabeirion, welches auch heiliges Asyl bot, lag westlich der antiken Stadt bei Palaiopolis und ist gut erforscht. Aus diesem Heiligtum stammt die berühmte Nike von Samothrake. Die Anlage wurde über Jahrhunderte benutzt und fortwährend ausgebaut und erweitert. Sie lag nahe der Hauptstadt in den Bergen. Zwei Bäche durchflossen den heiligen Bezirk. Zu den ältesten Örtlichkeiten gehörte ein Fels, der als Altar diente.
Die samothrakischen Großen Götter hatten auch auf Delos ein Kabeirion, das später in Samothrakeion umbenannt wurde. Ihm stand ein Priester „der Großen Götter, der Samothraker, der Dioskuren, und der Kabiren“ vor. Auf Münzen der Insel Syros wurden die Dioskuren abgebildet mit der Beischrift „der syrischen Kabirengötter“. Diese Gleichsetzung hat ihre Ursache darin, dass beide Göttergruppen Schützer der Schifffahrt waren. Die weite Verbreitung des samothrakischen Kultes bezeugt ein im römischen Legionslager Vindonissa (bei Windisch, Schweiz) gefundenes Amulett, das außer dem Namen der Hygieia noch CASM und dreimal AXI zeigt, also die drei von Mnaseas genannten Kultnamen der Kabiren.

### Makedonien
Der Kabirenkult ist für Thessaloniki belegt und scheint jüngeren Datums zu sein. Antike Münzen zeigen einen Jüngling mit Hammer, was auf eine Verbindung mit Hephaistos hinweisen dürfte. Eine Inschrift vom 4. Jahrhundert v. Chr. nennt dagegen die Kyrbanten. Der Sage nach waren diese drei Brüder, wobei zwei den dritten erschlugen und dessen Kopf unter dem Olymp vergruben. Seine Geschlechtsteile brachten sie dann in einer Kiste nach Italien zu den Etruskern. In Olynthos fand sich eine Inschrift, die „dem Kabeiros und dem Knaben des Kabeiros“ geweiht war. Dieses Vater-Sohn-Paar ist auch aus Boiotien bekannt.

### Boiotien

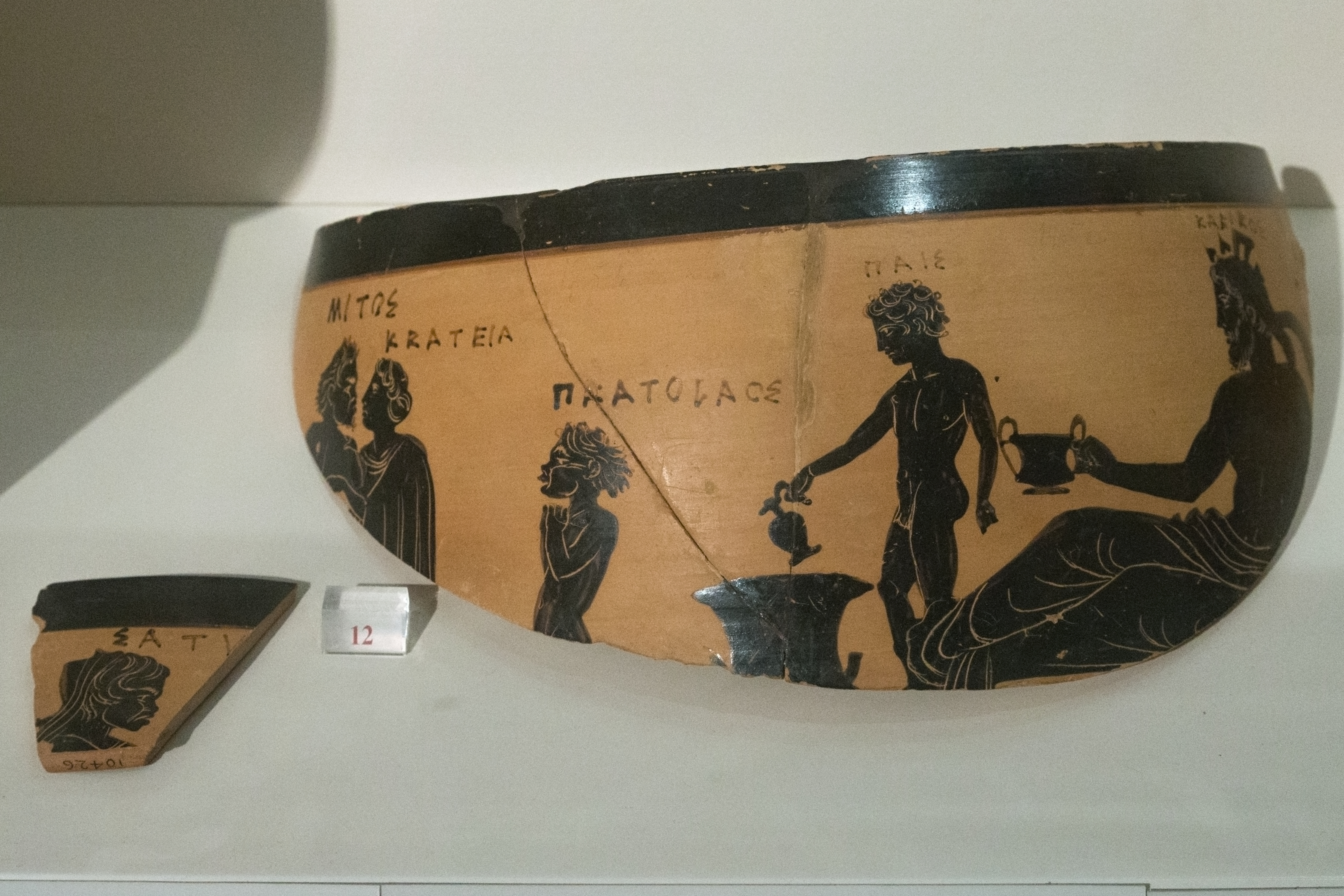
Kabiros und Pais auf einem boiotischen Skyphos

Der Kabirenkult ist für Boiotien gut belegt und hier finden sich in antiken Inschriften auch Männernamen wie Kabirios, Kabirinos oder Kabirichos. Ihr Kult war hier eng mit der Korngöttin Demeter verbunden. Laut dem antiken Reiseschriftsteller Pausanias erhielten der Kabire Prometheus und sein Sohn Aitnaios von der Demeter die ersten Weihen. Für Boiotien sind zwei Kabeiria belegt. Das eine befand sich nach Pausanias in der Stadt Anthedon, mit einem Hain und nahebei war der Tempel der Demeter. Das andere Kabeirion befand sich 32 Stadien außerhalb von Theben und auf dem Weg dahin lag ein Tempel der Demeter Kabeiraia und ihrer Tochter Kore. Dieses bedeutende Kabeirion wurde archäologisch untersucht. Dabei kamen viele Weihegaben zum Vorschein, darunter metallene Stierbilder. Im Zentrum dieses Heiligtums stand eine Felsgruppe. Aus Boiotien stammen bemalte Gefäße, die sogenannten Kabirenvasen, die sich auf den Kult der Kabiren beziehen. Auf einem Skyphos wurde Kabiros (Κάβιρος Kábiros) als bärtiger Mann mit einem Kantharos in der Hand abgebildet, vor ihm steht sein Sohn Pais (Πάϊς Páïs, deutsch ‚Kind, Knabe, Sohn‘) mit einem kleinen Weinkrug in der Hand. Davor steht ein anderer Knabe namens Pratolaos, was als „Urmensch“ gedeutet werden kann, und daneben ein sich küssendes Paar, Mitos und Krateia. Da Mitos („Faden“) in der Orphik ein Geheimwort für den männlichen Samen ist, wird eine entsprechende Sage vermutet. Ein Kantharos zeigt den Namen Κοεης Koeēs, also der Titel der Kabirenpriester auf Samothrake.

## Einzelbelege
1. ↑  Heinrich Lewy: Die semitischen Fremdwörter im Griechischen. Gaertner, Berlin 1895, S. 258.
2. ↑  Ilya S. Yakubovich: Sociolinguistics of the Luvian Language. University of Chicago, Chicago 2008, S. 446.
3. ↑  Robert S. P. Beekes: The Origin of the Kabeiroi. In: Mnemosyne. Band 57, 2004, S. 465–477.
4. ↑  Alwin Kloekhorst: Kanišite Hittite. The Earliest Attested Record of Indo-European (= Handbook of Oriental Studies. Section 1: The Near and Middle East. Band 132). Brill, Leiden/Boston 2019, ISBN 978-90-04-39791-0, S. 67.
5. ↑  Robert Beekes: Etymological Dictionary of Greek (= Leiden Indo-European Etymological Dictionary Series. Series 10/1). Brill, Leiden 2010, ISBN 978-90-04-17418-4, S. 732 s. v. κοῖον
6. ↑  James Patrick Mallory, Douglas Quentin Adams: The Oxford Introduction to Proto-Indo-European and the Proto-Indo-European World. Oxford University Press, Oxford 2006, ISBN 978-0-19-928791-8, S. 413.
7. ↑  Bärbel Ruhl: Imbros. Archäologie einer nordostägäischen Insel (= Marburger Beiträge zur Archäologie. Band 5). Eigenverlag des Archäologischen Seminars der Philipps-Universität, Marburg 2019, ISBN 978-3-8185-0536-3, S. 108.
8. ↑  Bärbel Ruhl: Imbros. Archäologie einer nordostägäischen Insel (= Marburger Beiträge zur Archäologie. Band 5). Eigenverlag des Archäologischen Seminars der Philipps-Universität, Marburg 2019, ISBN 978-3-8185-0536-3, S. 27 und 107–109.
9. ↑  Bärbel Ruhl: Imbros. Archäologie einer nordostägäischen Insel (= Marburger Beiträge zur Archäologie. Band 5). Eigenverlag des Archäologischen Seminars der Philipps-Universität, Marburg 2019, ISBN 978-3-8185-0536-3, S. 107–109, 195–197.
10. ↑  Bärbel Ruhl: Imbros. Archäologie einer nordostägäischen Insel (= Marburger Beiträge zur Archäologie. Band 5). Eigenverlag des Archäologischen Seminars der Philipps-Universität, Marburg 2019, ISBN 978-3-8185-0536-3, S. 109–120.
11. ↑  Laurenz Lersch: Antiquarische Wanderung von der Schweiz bis zum Meere. In: Jahrbücher des Vereins von Alterthumsfreunden im Rheinlande. Band 9, 1846, S. 53–56 (mit Zeichnung).